# Eddelak-Sankt-Michaelisdonn
Eddelak-Sankt-Michaelisdonn est un ancien Amt allemand situé dans l'arrondissement de Dithmarse dans le Land du Schleswig-Holstein.

## Jumelage
- La Jarrie (France)